# Paraheptagyia tasmaniae
Paraheptagyia tasmaniae är en tvåvingeart som först beskrevs av Freeman 1961.  Paraheptagyia tasmaniae ingår i släktet Paraheptagyia och familjen fjädermyggor. Inga underarter finns listade i Catalogue of Life.